# Scottish Premier League (2004/2005)
Scottish Premier League (2004/05) – 109. sezon rozgrywek o Mistrzostwo Szkocji i siódmy pod nazwą – Scottish Premier League. Sezon rozpoczął się 7 sierpnia 2004, a zakończył – 22 maja 2005 r.

## Podsumowanie
Rozgrywki zakończyły się sukcesem Rangers, którzy mistrzostwo z przewagą 1 punktu zdobyli po raz drugi w ostatniej kolejce sezonu. Miała ona niesamowity przebieg. Celtic F.C. potrzebował zwycięstwa z Motherwell, aby zdobyć tytuł. Do 88. minuty to właśnie The Bhoys byli na prowadzeniu, gdyż mimo prowadzenia Rangers z Hibernian 1:0, Celtowie wygrywali ze swoim rywalem także 1:0. W tym momencie napastnik Motherwell, Scott McDonald zdobył w ciągu 3 minut 2 bramki i dał mistrzostwo Rangers.
The Gers, jako mistrzowie zakwalifikowali się do Ligi Mistrzów wraz z Celticiem. Hibernian, trzecia drużyna ligi i Dundee United, finalista Pucharu Szkocji uzyskali kwalifikację do Pucharu UEFA
Ostatnie miejsce, oznaczające spadek zaliczył Dundee F.C. Jego miejsce zajął w nowym sezonie Falkirk.

## Awanse i spadki po sezonie 2003/04
Awans z First Division do Premier League
- Inverness Caledonian Thistle

Spadek z Premier League do First Division
- Partick Thistle

## Tabela
| Poz. | Drużyna              | M  | Z  | R  | P  | G+ | G- | G+- | Pkt. | Kwalifikacje/spadki                                     |
| ---- | -------------------- | -- | -- | -- | -- | -- | -- | --- | ---- | ------------------------------------------------------- |
| 1    | Rangers              | 38 | 29 | 6  | 3  | 78 | 22 | 56  | 93   | Liga Mistrzów UEFA 2005/06 Trzecia runda kwalifikacyjna |
| 2    | Celtic F.C.          | 38 | 30 | 2  | 6  | 85 | 35 | 50  | 92   | Liga Mistrzów UEFA 2005/06 Druga runda kwalifikacyjna   |
| 3    | Hibernian            | 38 | 18 | 7  | 13 | 64 | 57 | 7   | 61   | Puchar UEFA 2005/06 Pierwsza runda                      |
| 4    | Aberdeen             | 38 | 18 | 7  | 13 | 44 | 39 | 5   | 61   |                                                         |
| 5    | Heart of Midlothian  | 38 | 13 | 11 | 14 | 43 | 41 | 2   | 50   |                                                         |
| 6    | Motherwell           | 38 | 13 | 9  | 16 | 46 | 49 | -3  | 48   |                                                         |
| 7    | Kilmarnock           | 38 | 15 | 4  | 19 | 49 | 55 | -6  | 49   |                                                         |
| 8    | Inverness CT         | 38 | 11 | 11 | 16 | 41 | 47 | -6  | 44   |                                                         |
| 9    | Dundee United        | 38 | 8  | 12 | 18 | 41 | 59 | -18 | 36   | Puchar UEFA 2005/06 Druga runda kwalifikacyjna          |
| 10   | Livingston           | 38 | 9  | 8  | 21 | 34 | 61 | -27 | 35   |                                                         |
| 11   | Dunfermline Athletic | 38 | 8  | 10 | 20 | 34 | 60 | -26 | 34   |                                                         |
| 12   | Dundee F.C.          | 38 | 8  | 9  | 21 | 37 | 71 | -34 | 33   | Spadek do First Division 2005/06                        |

## Najlepsi strzelcy
| Zawodnik       | Klub                | Bramki |
| -------------- | ------------------- | ------ |
| John Hartson   | Celtic F.C.         | 25     |
| Derek Riordan  | Hibernian           | 20     |
| Nacho Novo     | Rangers             | 19     |
| Dado Pršo      | Rangers             | 18     |
| Kris Boyd      | Kilmarnock          | 17     |
| Scott McDonald | Motherwell          | 15     |
| Garry O’Connor | Hibernian           | 14     |
| Steve Lovell   | Aberdeen            | 12     |
| Chris Sutton   | Celtic F.C.         | 12     |
| Darren Mackie  | Aberdeen            | 12     |
| Stilian Petrov | Celtic F.C.         | 11     |
| Paul Hartley   | Heart of Midlothian | 11     |

## Widzowie na trybunach
Średnia liczba widzów na meczach SPL w sezonie 2004/05 jest przedstawiona poniżej:
| Drużyna              | Średnia |
| -------------------- | ------- |
| Celtic F.C.          | 57,906  |
| Rangers              | 48,676  |
| Aberdeen             | 13,576  |
| Hibernian            | 12,541  |
| Heart of Midlothian  | 12,219  |
| Dundee United        | 8,210   |
| Motherwell           | 6,960   |
| Dundee F.C.          | 6,879   |
| Dunfermline Athletic | 6,192   |
| Kilmarnock           | 5,930   |
| Livingston           | 5,157   |
| Inverness CT         | 4,067   |

## Nagrody
| Month       | Manager                         | Player                      | Young Player                     |
| ----------- | ------------------------------- | --------------------------- | -------------------------------- |
| Sierpień    | Jimmy Calderwood (Aberdeen)     | Alan Thompson (Celtic F.C.) | Alexander Diamond (Aberdeen)     |
| Wrzesień    | Terry Butcher (Motherwell)      | Scott McDonald (Motherwell) | Derek Riordan (Hibernian)        |
| Październik | John Robertson (Inverness CT)   | Fernando Ricksen (Rangers)  | Steven Fletcher (Hibernian)      |
| Listopad    | Alex McLeish (Rangers)          | Nacho Novo (Rangers)        | Derek Riordan (Hibernian)        |
| Grudzień    | Tony Mowbray (Hibernian)        | Aiden McGeady (Celtic F.C.) | Derek Riordan (Hibernian)        |
| Styczeń     | Martin O’Neill (Celtic F.C.)    | Chris Sutton (Celtic F.C.)  | Derek Riordan (Hibernian)        |
| Luty        | Alex McLeish (Rangers)          | Dado Pršo (Rangers)         | Lee Miller (Heart of Midlothian) |
| Marzec      | Craig Brewster (Inverness CT)   | Craig Bellamy (Celtic F.C.) | Aiden McGeady (Celtic F.C.)      |
| Kwiecień    | Gordon Chisholm (Dundee United) | Burton O’Brien (Livingston) | Lee Miller (Heart of Midlothian) |
| Maj         | Tony Mowbray (Hibernian)        | Dado Pršo (Rangers)         | Derek Riordan (Hibernian)        |